# Climat du Gard
Le Gard est soumis à un climat méditerranéen avec en moyenne 600 à 800 mm de pluie par an, avec trois nuances suivant la géographie locale :
- La partie la plus au sud (essentiellement la petite Camargue), de la côte jusqu'aux Costières le climat est doux en hiver, et chaud l'été avec peu de précipitations tout au long de l'année (550 à 600 mm/an), c'est le climat du Grau du Roi, d'Aimargues ou de Vauvert par exemple.
- La partie centrale et est du département, Garrigues et Uzégeois (entre les Costières, le Rhône et le pied des Cévennes), le climat est plutôt doux dans l'ensemble l'hiver et chaud à très chaud l'été, notamment à Nîmes, avec quelques orages estivaux plus nombreux près des Cévennes. L'automne et le printemps sont marqués par des périodes de fortes pluies, c'est le climat de Nîmes, d'Alès ou de Bagnols-sur-Cèze.
- La partie nord-ouest du département (recouvrant les Cévennes du Gard) est soumise à un climat « méditerranéen » atténué, avec des influences continentales et océaniques, et donc de plus importantes précipitations annuelles (800 à 1 000 mm/an). L'hiver y est plutôt doux en vallée, mais frais à froid ailleurs avec des chutes de neige fréquentes au-dessus de 1000 à 1 200 m, notamment sur le mont Aigoual avec en moyenne 2 000 mm/an de précipitations, un record en France. Le printemps et l'automne peuvent être marqués par de très fortes précipitations pouvant conduire à des inondations (épisodes cévenols). L'été est chaud avec de fréquents orages, c'est le climat du Vigan ou de Saint-Jean-du-Gard.

Le climat sur le versant méditerranéen (est) du mont Aigoual est plutôt de type méditerranéen cévenol comme à Valleraugue. Sur le versant atlantique (ouest) dans la vallée de la Dourbie, les influences méditerranéennes sont pratiquement absentes ; le climat est proche du climat de l'Aveyron que l'on pourrait qualifier de climat océanique montagnard.
La température la plus froide enregistrée depuis 1946 a été de -14 °C le 23 février 1948.
La température la plus chaude est enregistrée le 28 juin 2019 avec un pic à 45,9 degrés. C'est également un record à l'échelle nationale,.

## Climat à Nîmes
La cité gardoise de Nîmes bénéficie d'un climat méditerranéen. L'ensoleillement est de 2662 heures par an sur la période 1990-2010. Cependant, la ville reste soumise à l'influence du mistral dont les rafales peuvent dépasser les 100 kilomètres par heure et qui souffle une centaine de jours par an en moyenne dans la vallée du Rhône. Ce vent froid tend à relativiser les hivers doux. Les moyennes mensuelles varient entre 6,9 °C pour janvier qui est le mois le plus froid et 24,9 °C pour juillet qui est le mois le plus chaud.
L'influence méditerranéenne limite les précipitations et donne un été chaud ainsi qu'une aridité très marquée de la période estivale. Au contraire, l'automne est généralement la saison des perturbations pluvio-orageuses méditerranéennes pouvant déverser des quantités d'eau remarquables en quelques heures. Sa position topographique, au creux des collines de garrigues, retient parfois de fortes chaleurs. Cette situation explique les importantes chaleurs estivales et les fréquentes inondations. Les plus dramatiques furent celles du 3 octobre 1988 déversant, en moyenne, 250 à plus de 420 mm / 450 mm en six heures sur les hauteurs de la ville et entraînant la mort de dix personnes. Dernièrement, le 10 octobre 2014 au matin, la ville a échappé de peu à une nouvelle catastrophe; 425 mm étant à nouveau enregistrés à la station du mas de Ponge entrainant une forte crue du cadereau de Camplanier. La configuration de la ville n'arrange rien lors de ce type d'événement. En effet, de nombreux ruisseaux d'écoulement du plateau des garrigues, appelés cadereaux, convergent tous vers le centre de la ville.
La neige au sol reste un phénomène relativement marginal, apportant en général moins de 10 cm. Il n'est d'ailleurs pas rare de voir se succéder plusieurs hivers de suite sans sa présence. La dernière chute d'importance s'est produite de manière assez tardive au cours de l'épisode « orageo-neigeux » du 8 mars 2010 avec pas moins de 23 cm relevés à la station météo de Nîmes-Courbessac et plus de 30–40 cm sur les hauteurs des garrigues avec des congères, par endroits, supérieures à 2 mètres.
Le 28 février 2018, 10 cm en moyenne, ont été relevés sur la cité.
Le tableau suivant donne la comparaison du climat nîmois avec la moyenne nationale et quelques villes représentatives :
| Ville             | Ensoleillement | Pluie       | Neige    | Orage     | Brouillard |
| ----------------- | -------------- | ----------- | -------- | --------- | ---------- |
| Nîmes             | 2 663 h/an     | 763 mm/an   | 4 j/an   | 24 j/an   | 11 j/an    |
| Toulon            | 2 899 h / an   | 665 mm / an | 1 j / an | 23 j / an | 3 j / an   |
| Paris             | 1 797 h/an     | 642 mm/an   | 15 j/an  | 19 j/an   | 13 j/an    |
| Strasbourg        | 1 637 h/an     | 610 mm/an   | 30 j/an  | 29 j/an   | 65 j/an    |
| Besançon          | 1 872 h/an     | 1 108 mm/an | 29 j/an  | 28 j/an   | 22 j/an    |
| Moyenne nationale | 1 973 h/an     | 770 mm/an   | 14 j/an  | 22 j/an   | 40 j/an    |

| Mois                                  | jan.             | fév.            | mars            | avril           | mai             | juin            | jui.            | août            | sep.            | oct.            | nov.            | déc.            | année           |
| ------------------------------------- | ---------------- | --------------- | --------------- | --------------- | --------------- | --------------- | --------------- | --------------- | --------------- | --------------- | --------------- | --------------- | --------------- |
| Température minimale moyenne (°C)     | 2,7              | 3,2             | 5,8             | 8,3             | 12,1            | 15,8            | 18,7            | 18,4            | 14,9            | 11,5            | 6,5             | 3,6             | 10,2            |
| Température moyenne (°C)              | 6,9              | 7,8             | 10,9            | 13,5            | 17,6            | 21,7            | 24,9            | 24,5            | 20,3            | 16              | 10,5            | 7,5             | 15,2            |
| Température maximale moyenne (°C)     | 11               | 12,4            | 16              | 18,6            | 23              | 27,5            | 31              | 30,5            | 25,7            | 20,4            | 14,5            | 11,3            | 20,2            |
| Record de froid (°C) date du record   | −12,2 07/01/1985 | −14 23/02/1948  | −6,8 02/03/2005 | −2 04/04/1935   | 1,1 03/05/1979  | 5,4 04/06/1984  | 10 05/07/1978   | 9,2 30/08/1935  | 5,4 30/09/1974  | −1 30/10/1932   | −4,8 30/11/1925 | −9,7 28/12/1962 | −14 23/02/1948  |
| Record de chaleur (°C) date du record | 21,3 10/01/2015  | 25,1 24/02/2020 | 27,3 21/03/1990 | 30,7 08/04/2011 | 34,7 31/05/2001 | 44,4 28/06/2019 | 38,8 03/07/2019 | 41,6 04/08/2017 | 36,8 17/09/2019 | 31,9 04/10/2011 | 26,1 03/11/1970 | 20,6 18/12/1987 | 44,4 28/06/2019 |
| Ensoleillement (h)                    | 141,6            | 166,3           | 222,2           | 229,8           | 262             | 311             | 341,1           | 301,6           | 239             | 166,6           | 147,9           | 134             | 2 662,9         |
| Précipitations (mm)                   | 64,7             | 47,3            | 40,4            | 65,1            | 58,5            | 40,9            | 28,2            | 53,3            | 96,4            | 119,2           | 83,1            | 65,8            | 762,9           |

Le 28 juin 2019, avec une température de 44,4 °C, Nîmes est devenue la ville avec la température la plus élevée d'une grande ville de France.

## Climat au Vigan
Le climat du Vigan est méditerranéen, Il se caractérise par des hivers doux, une sécheresse estivale et de fortes précipitations aux équinoxes. Les orages d'automne peuvent y causer des crues violentes lors de ce que l'on appelle un épisode cévenol. Ces pluies diluviennes accompagnées d'orages très localisés se concentrent sur quelques heures, voire quelques jours. Elles sont principalement dues à la rencontre entre l'air froid venant de l'océan Atlantique qui remonte sur les sommets des Cévennes et l'air chaud remontant de la mer Méditerranée. Par sa proximité avec les Cévennes, notamment le massif de l'Aigoual, les chutes de neige, parfois importantes, n'y sont pas rares mais elles sont en général de courte durée. De ce fait la commune est considérée comme exposée au risque naturel d'inondation. Elle a fait l'objet de plusieurs arrêtés de reconnaissance de catastrophe naturelle. La moyenne des précipitations annuelles est comprise entre 1 300 et 1 500 mm ; on notera qu'à la fin janvier 1996 plus de 1 000 mm avaient déjà été enregistrés au cours de ce seul mois. (chiffres Météo France Gard)
| Mois                        | Jan   | Fév   | Mar  | Avr  | Mai   | Jui  | Jui  | Aoû  | Sep   | Oct   | Nov   | Déc  | Année   |
| Températures minimales (°C) | 1,5   | 2,2   | 4,3  | 7,6  | 10,8  | 13,4 | 15,7 | 15,0 | 11,6  | 8,9   | 4,3   | 0,8  | 8,0     |
| Températures maximales (°C) | 11,5  | 12,7  | 15,3 | 19,7 | 22,2  | 26,8 | 30,1 | 27,1 | 24,7  | 19,7  | 14,6  | 10,4 | 19,6    |
| Températures moyennes (°C)  | 8,0   | 6,9   | 7,6  | 13,6 | 16,4  | 19,9 | 22,8 | 21,1 | 17,9  | 13,7  | 9,0   | 4,7  | 13,5    |
| Pluviométrie (mm)           | 120,3 | 106,4 | 26,4 | 89,9 | 103,5 | 56,9 | 24,5 | 26,5 | 110,1 | 153,9 | 180,1 | 94,2 | 1 092,7 |
| Gel (jour)                  | 12    | 7     | 2,5  |      |       |      |      |      |       | 0,7   | 6,3   | 15   | 43,5    |

Ces dernières années, la température la plus froide a été relevée le 18 novembre 2007 avec −6,9 °C et la plus chaude le 4 août 2018 avec 37,9 °C. La journée la plus pluvieuse a été le 19 septembre 2020 avec 346mm de pluie. Le vent le plus fort a été mesuré le 24 mars 2009 avec une rafale à 88,5 km/h. Le mois de novembre 2008 a été particulièrement pluvieux avec plus de 300 mm de pluie.

## Climat à Alès
Le climat à Alès est méditerranéen, c’est-à-dire de type Csa selon la classification de Köppen-Geiger. Les saisons sont bien marquées, les hivers sont doux et pluvieux et les étés sont chauds et secs.
| Mois                              | jan. | fév. | mars | avril | mai  | juin | jui. | août | sep. | oct. | nov. | déc. | année |
| --------------------------------- | ---- | ---- | ---- | ----- | ---- | ---- | ---- | ---- | ---- | ---- | ---- | ---- | ----- |
| Température minimale moyenne (°C) | 0,8  | 1,3  | 4,2  | 6,6   | 10,1 | 13,5 | 15,9 | 15,6 | 13,2 | 8,9  | 4,8  | 2,1  | 8,1   |
| Température moyenne (°C)          | 4,9  | 6    | 9,3  | 12    | 15,5 | 19,5 | 22,2 | 21,7 | 18,7 | 13,8 | 9    | 5,8  | 13,2  |
| Température maximale moyenne (°C) | 9    | 10,7 | 14,4 | 17,4  | 21   | 25,5 | 28,6 | 27,9 | 24,2 | 18,8 | 13,3 | 9,5  | 18,4  |
| Précipitations (mm)               | 60   | 57   | 64   | 53    | 62   | 51   | 31   | 52   | 80   | 98   | 65   | 62   | 735   |

Alès, étant à la porte des Cévennes, souffre en automne (octobre/novembre) d'épisodes cévenols, ce sont de très violents orages causant de grandes inondations. En quelques heures, des centaines de millimètres d'eau peuvent tomber, soit l'équivalent de plusieurs mois de pluie. Cependant, la ville a pu se doter d'infrastructures suffisamment sûres pour éviter des dégâts gravissimes ou mortels[réf. souhaitée].
Le climat de la région d'Alès est mesuré depuis 2014 à l'aide des relevés de la station météorologique de Saint-Hilaire-de-Brethmas qui se situe dans Alès Agglomération.

## Climat au Grau-du-Roi
Le climat du Grau-du-Roi est de type méditerranéen, avec des hivers doux et humides, et des étés chauds et très secs. Même si les températures peuvent parfois être froides en hiver et très chaudes en été, celles-ci n'atteignent jamais les extrêmes, grâce à la proximité de la mer qui tempère le climat. Le record de froid est de −12 °C (le 10 février 1956), tandis que le record de chaleur est de 36,5 °C (le 21 juin 2003). Les précipitations sont peu fréquentes : on relève annuellement 55 jours de pluie, et seulement un jour de neige. On enregistre 249 jours de vent par an (surtout du mistral).
| Mois                                                            | jan.           | fév.           | mars           | avril          | mai            | juin           | jui.           | août           | sep.          | oct.            | nov.          | déc.          | année          |
| --------------------------------------------------------------- | -------------- | -------------- | -------------- | -------------- | -------------- | -------------- | -------------- | -------------- | ------------- | --------------- | ------------- | ------------- | -------------- |
| Température minimale moyenne (°C)                               | 4,1            | 4,6            | 7,4            | 9,9            | 13,7           | 17,2           | 19,8           | 19,5           | 16,1          | 13              | 8,1           | 5             | 11,6           |
| Température minimale moyenne la plus basse (°C) année du record | −0,7 1987      | −4,3 1956      | 3,3 1971       | 7,4 1973       | 11 1951        | 14,4 1969      | 16,6 1980      | 16,7 1954      | 13,4 1972     | 7,4 1974        | 4,7 1985      | 1,1 1969      | 9,4 1956       |
| Température minimale moyenne la plus haute (°C) année du record | 7,9 1996       | 9,3 1990       | 10,2 2001      | 12,3 2011      | 15,5 2009      | 20,8 2003      | 22,9 2006      | 22,5 2003      | 18,4 1987     | 15,2 2001       | 11,4 1994     | 9,1 2015      | 12,8 2014      |
| Température moyenne (°C)                                        | 7,5            | 8,3            | 11,2           | 13,6           | 17,4           | 21,3           | 24             | 23,7           | 20,1          | 16,4            | 11,4          | 8,3           | 15,3           |
| Température maximale moyenne (°C)                               | 11             | 12             | 15             | 17,4           | 21,2           | 25,3           | 28,2           | 27,8           | 24,1          | 19,9            | 14,7          | 11,5          | 19             |
| Température maximale moyenne la plus basse (°C) année du record | 6,3 1963       | 3,8 1956       | 11,4 1971      | 14,4 1986      | 17,7 1951      | 22,1 1969      | 24,5 1980      | 24,4 1954      | 21,2 1965     | 15,1 1974       | 11,7 1958     | 8,4 1969      | 17,1 1956      |
| Température maximale moyenne la plus haute (°C) année du record | 13,8 2007      | 15,3 1990      | 18,5 1997      | 20,8 2011      | 24,1 2011      | 28,7 2003      | 31,2 2006      | 31,4 2003      | 26,5 2011     | 22,7 2014       | 17,5 2015     | 14,8 2015     | 20,2 2014      |
| Record de froid (°C) date du record                             | −9 12/1/1987   | −12 10/2/1956  | −5,5 7/3/1971  | 2 12/4/1958    | 5 7/5/1957     | 7 4/6/1984     | 13 8/7/1954    | 12 30/8/1986   | 7 21/9/1977   | 2,3 30/10/2012  | −2 23/11/1998 | −8 27/12/1962 | −12 10/2/1956  |
| Température maximale la plus basse (°C) date du record          | −5 12/1/1987   | −7 10/2/1956   | 2 7/3/1955     | 7 5/4/1975     | 11 6/5/1985    | 15 11/6/1956   | 19 29/7/1977   | 19 12/8/1955   | 13 24/9/1977  | 7,3 26/10/2003  | 4 20/11/1985  | −4 24/12/1962 | −7 10/2/1956   |
| Température minimale la plus haute (°C) date du record          | 13,8 19/1/2007 | 14 14/1/1990   | 15,6 30/3/2012 | 17,4 10/4/2011 | 21 27/5/1953   | 24,2 21/6/2003 | 25,4 24/7/2006 | 25,2 24/8/2012 | 22,4 3/9/2009 | 21,2 8/10/2014  | 19 1/11/1968  | 15 4/12/1953  | 25,4 24/7/2006 |
| Record de chaleur (°C) date du record                           | 20,2 19/1/2007 | 21,3 23/2/2012 | 25,2 30/3/2012 | 28,7 8/4/2011  | 32,3 24/5/2011 | 36,5 21/6/2003 | 36 7/7/1982    | 36 16/8/1987   | 34 25/9/1983  | 31,2 11/10/2011 | 24 3/11/1970  | 20 12/12/1961 | 36,5 21/6/2003 |
| Nombre de jours avec température minimale ≤ −10 °C              | 0              | 0              | 0              | 0              | 0              | 0              | 0              | 0              | 0             | 0               | 0             | 0             | 0              |
| Nombre de jours avec température minimale ≤ –5 °C               | 0,5            | 0,1            | 0              | 0              | 0              | 0              | 0              | 0              | 0             | 0               | 0             | 0,1           | 0,7            |
| Nombre de jours avec gel                                        | 4,5            | 3,7            | 0,3            | 0              | 0              | 0              | 0              | 0              | 0             | 0               | 0,7           | 2,8           | 12,1           |
| Nombre de jours avec température maximale ≤ 0 °C                | 0,4            | 0              | 0              | 0              | 0              | 0              | 0              | 0              | 0             | 0               | 0             | 0             | 0,4            |
| Nombre de jours avec température maximale ≥ 25 °C               | 0              | 0              | 0              | 0,3            | 3,7            | 16,1           | 27,9           | 27,6           | 12,4          | 0,9             | 0             | 0             | 89             |
| Nombre de jours avec température maximale ≥ 30 °C               | 0              | 0              | 0              | 0              | 0,1            | 2,9            | 8,2            | 6,2            | 0,3           | 0,1             | 0             | 0             | 17,8           |
| Nombre de jours avec température maximale ≥ 35 °C               | 0              | 0              | 0              | 0              | 0              | 0,1            | 0,1            | 0,1            | 0             | 0               | 0             | 0             | 0,3            |
| Nombre de jours avec rafales ≥ 57,6 km/h                        | 8,1            | 8              | 9,9            | 9,3            | 5,2            | 4,2            | 4,3            | 4,2            | 5,1           | 6,4             | 7,5           | 7,9           | 80,1           |
| Nombre de jours avec rafales ≥ 100,8 km/h                       | 0,2            | 0,3            | 0,2            | 0,1            | 0              | 0              | 0              | 0,1            | 0,1           | 0,1             | 0,2           | 0,3           | 1,5            |
| Précipitations (mm)                                             | 51,4           | 43,4           | 30,5           | 52,7           | 35,3           | 22,7           | 12,4           | 30,2           | 71,9          | 86,9            | 62,7          | 52,4          | 552,3          |
| Précipitations les plus basses (mm) année du record             | 0 1993         | 0 1999         | 0 1997         | 0 1965         | 1 1973         | 0 1995         | 0 2006         | 0 1958         | 0 1987        | 3,6 2014        | 0 1981        | 0 1974        | 279 1958       |
| Précipitations les plus hautes (mm) année du record             | 228 1979       | 167 1974       | 189 1960       | 177 2009       | 128 1977       | 108 1957       | 84 1982        | 120 1991       | 259 1994      | 450 1976        | 191 1984      | 169 1975      | 965 1976       |
| Record de pluie en 24 h (mm) date du record                     | 78 16/1/1978   | 67,8 2/2/2009  | 54 14/3/1971   | 58 9/4/2003    | 64 3/5/1999    | 63 5/6/1973    | 51 30/7/1982   | 100 31/8/1991  | 144 22/9/2003 | 129 25/10/1976  | 87 5/11/1963  | 71 28/12/1972 | 144 22/9/2003  |
| Nombre de jours avec précipitations                             | 5,5            | 4,4            | 4,1            | 5,6            | 4,7            | 3,1            | 1,9            | 3,4            | 4,3           | 6,1             | 6             | 5,6           | 54,6           |
| Le moins de jours avec précipitations année du record           | 0 1993         | 0 1999         | 0 1997         | 0 1965         | 1 1973         | 0 1995         | 0 2006         | 0 1958         | 0 1987        | 1 2014          | 0 1981        | 0 1974        | 31 2006        |
| Le plus de jours avec précipitations année du record            | 19 1996        | 13 1974        | 12 1960        | 11 1993        | 10 1971        | 8 1997         | 6 2011         | 9 1996         | 12 1994       | 16 1951         | 13 2014       | 15 1996       | 92 1996        |
| dont nombre de jours avec précipitations ≥ 5 mm                 | 2,6            | 2,7            | 2              | 3,1            | 2,3            | 1,4            | 0,7            | 1,6            | 2,7           | 3,7             | 3,2           | 2,9           | 28,8           |
| dont nombre de jours avec précipitations ≥ 10 mm                | 1,6            | 1,3            | 0,9            | 1,8            | 1,1            | 0,7            | 0,4            | 1              | 2,2           | 2,6             | 1,8           | 1,7           | 17             |
| Nombre de jours avec neige                                      | 0,8            | 0              | 0,3            | 0              | 0              | 0              | 0              | 0              | 0             | 0               | 0             | 0,1           | 1,2            |
| Nombre de jours avec grêle                                      | 0              | 0,2            | 0              | 0,1            | 0,1            | 0,1            | 0              | 0              | 0             | 0               | 0,3           | 0             | 0,8            |
| Nombre de jours d'orage                                         | 0,1            | 0,2            | 0,1            | 0,4            | 0,8            | 0,8            | 1              | 1,2            | 1,8           | 1,5             | 1             | 0,4           | 9,3            |
| Nombre de jours avec brouillard                                 | 0,9            | 0,8            | 1,3            | 1,2            | 0,5            | 0,6            | 0,6            | 0,8            | 1,2           | 1,3             | 1             | 0,9           | 11,1           |
| Relevé pluviométrique en 2011 (mm)                              | 20,8           | 7,2            | 108,6          | 15,4           | 2              | 53             | 56,8           | 5,4            | 34,2          | 57,2            | 180,2         | 3,6           | 544,4          |
| Relevé pluviométrique en 2012 (mm)                              | 3              | 0,2            | 4,4            | 57,8           | 52,2           | 8,4            | 38,4           | 50,4           | 53,2          | 65              | 53            | 20,8          | 406,8          |
| Relevé pluviométrique en 2013 (mm)                              | 28,8           | 9,8            | 130,2          | 83,2           | 42,4           | 15,2           | 8,6            | 25,6           | 10,8          | 35              | 53            | 21,8          | 464,4          |
| Relevé pluviométrique en 2014 (mm)                              | 57             | 21,2           | 16,2           | 13,6           | 13,8           | 15,4           | 21,8           | 34             | 52,4          | 3,6             | 160,2         | 86,2          | 495,4          |

| Diagramme climatique                                  |           |           |             |              |              |              |              |              |            |             |           |
| J                                                     | F         | M         | A           | M            | J            | J            | A            | S            | O          | N           | D         |
| 114,151,4                                             | 124,643,4 | 157,430,5 | 17,49,952,7 | 21,213,735,3 | 25,317,222,7 | 28,219,812,4 | 27,819,530,2 | 24,116,171,9 | 19,91386,9 | 14,78,162,7 | 11,5552,4 |
| Moyennes : • Temp. maxi et mini °C • Précipitation mm |           |           |             |              |              |              |              |              |            |             |           |

## Climat à Beaucaire
Le climat à Beaucaire est sec et froid en hiver tandis que l'été il fait très chaud et sec.

## Climat à Saint-Gilles
A Saint-Gilles les étés sont chauds et parfois orageux. 

## Climat à Dourbies
VILLE SUPPRIMÉE BIENTÔT
À Dourbies, du fait de sa situation géographique, la météo y est rapidement changeante, mais les décors et les panoramas offerts permettent de comparer l'environnement méridional et occidental. La proximité du mont Aigoual (1 565 mètres) n'est pas étrangère aux hivers rudes où les chutes de neige, sans être excessives, sont néanmoins courantes, les étés y sont parfois très chauds, les printemps par l'influence océanique souvent pluvieux, les automnes sont souvent synonymes de belle saison.

## Climat à Aigues-Mortes
Le climat à Aigues Mortes est de type méditerranéen.